# Cheap Calls
Cheap Calls ist eine kostenlose iPhone- und Android-Applikation, die kostengünstige Telefonate in über 170 Länder ermöglicht.
Die Applikation wurde von der 118000 Innovations GmbH entwickelt, einer 100%igen Tochtergesellschaft der 118000 AG.

## Technische Eigenschaften
Telefonate bei Cheap Calls werden entweder über den Callthrough- oder den Callback-Modus weitervermittelt. Beide Verfahren funktionieren sowohl bei Anrufen ins Fest- als auch ins Mobilnetz.

### Callthrough
Beim Callthrough-Verfahren wird das Telefonat über eine Einwahlnummer aus dem nationalen Festnetz aufgebaut, von der aus der Anrufer mit der eigentlichen Rufnummer des Gesprächspartners verbunden wird.
Die Verbindung über die Einwahlnummer erfolgt automatisch, sobald die Rufnummer eingegeben wurde.

### Callback
Beim Callback-Verfahren wird der Anrufer automatisch vom Dienstleister auf seiner Nummer zurückgerufen. Anschließend wird der Anrufer mit dem gewünschten Gesprächspartner verbunden.

## Gesprächskosten
Durch die Vermittlung des Anrufs über Callthrough bzw. Callback lassen sich bei Telefonaten über Cheap Calls Kosten sparen, die bei einem Direktanruf ins Ausland normalerweise anfallen würden.

### Kosten bei Callthrough
Da das Gespräch bei diesem Verfahren über eine nationale Einwahlnummer aufgebaut wird, zahlt der Anrufer auch nur die Gebühren eines ganz normalen Telefonats in das Festnetz des jeweiligen Landes. Zusätzlich berechnet Cheap Calls für jedes Land bestimmte Minutenpreise, die auf der Internetseite der Applikation für jedes Land aufgelistet sind.
Cheap Calls empfiehlt seinen Nutzern, Callthrough nur dann zu verwenden, wenn eine Flatrate oder ein Paket an Inklusivminuten für das nationale Festnetz vorhanden ist, da der Anrufer in diesem Fall nur die Gebühren von Cheap Calls zahlen muss.

### Kosten bei Callback
Beim Callback-Modus setzen sich die Kosten für einen Anruf aus dem jeweiligen Landestarif und den von Cheap Calls erhobenen, zusätzlichen Gebühren zusammen.
Laut Cheap Calls ist Callback dann die bessere Option, wenn der Anrufer keine Flatrate oder Freiminuten für das nationale Festnetz besitzt. Ein Callback-Anruf sei dann immer noch günstiger als andere Angebote für Telefonate ins Ausland.

## Nutzung in ausländischen Netzen
Die Applikation vermeidet keine Roaming-Kosten. Deshalb rät der Anbieter dazu, bei Aufenthalten in einem ausländischen Netz eine SIM-Karte des jeweiligen Landes zu benutzen.

## Kompatibilität und Verfügbarkeit
Cheap Calls ist für iPhones in der Version 3.3 und Smartphones mit dem Betriebssystem Android in der Version 2.0.10 verfügbar. Benötigt wird Apple iOS 3.0 oder höher bzw. Android 2.1 oder höher.
Die Applikation kann kostenlos auf diversen Internet-Verkaufsportalen heruntergeladen werden, unter anderem im App Store und auf Google Play.

## Rezeption
PC-Welt bewertete Cheap Calls mit einer Gesamt-Note von 1,85 (Stand: 9. August 2012).
Auf der Internetseite von CHIP Online heißt es: „Eine sinnvolle App, wenn Sie häufig ins Ausland telefonieren und keinen entsprechenden Tarif gebucht haben. iPhone-User greifen zur iOS-Version.“
Im iTunes-Store gehört Cheap Calls mit 4,5 Sternen (Stand Oktober 2012) zu den am besten bewerteten Telefonie Applikationen.
Im Android-Store AndroidPIT wird das Design der Applikation als altmodisch kritisiert.